# Nhơn Thọ
Nhơn Thọ là một xã thuộc thị xã An Nhơn, tỉnh Bình Định, Việt Nam.
Xã Nhơn Thọ có diện tích 32,16 km², dân số năm 1999 là 8.923 người, mật độ dân số đạt 277 người/km².

## Hành chính
Xã Nhơn Thọ được chia thành 4 thôn: Đông Bình, Ngọc Thạnh, Thọ Lộc 1, Thọ Lộc 2.